# Maisonneuve
Maisonneuve ist eine französische Gemeinde mit 324 Einwohnern (Stand: 1. Januar 2022) im Département Vienne in der Region Nouvelle-Aquitaine (vor 2016: Poitou-Charentes); sie gehört zum Arrondissement Poitiers und zum Kanton Migné-Auxances (bis 2015: Kanton Mirebeau).

## Geographie
Maisonneuve liegt etwa 26 Kilometer nordöstlich von Poitiers. Umgeben wird Maisonneuve von den Nachbargemeinden Massognes im Norden, Vouzailles im Osten, Cherves im Süden und Westen sowie Doux im Westen.

## Bevölkerungsentwicklung
| Jahr                      | 1962 | 1968 | 1975 | 1982 | 1990 | 1999 | 2006 | 2013 |
| Einwohner                 | 406  | 369  | 307  | 315  | 291  | 273  | 291  | 316  |
| Quelle: Cassini und INSEE |      |      |      |      |      |      |      |      |

## Sehenswürdigkeiten
- Kirche Notre-Dame-et-tous-les-Saints, 1862 erbaut